# Pedro Gómez Barroso il Vecchio
Pedro Gómez Barroso, detto "il Vecchio" per distinguerlo dal pronipote Pedro Gómez Barroso de Albornoz, anch'egli cardinale (dal 1371 al 1374) (Toledo, 1270 circa – Avignone, 1345), è stato un cardinale e vescovo spagnolo.
Era figlio di Fernán Pérez Barroso e di Mencía Méndez de Sotomayor.

## Biografia
Fu consigliere del re Alfonso XI di Castiglia, priore di Siviglia. Nel 1326 fu nominato vescovo di Cartagena. L'anno successivo papa Giovanni XXII lo creò cardinale presbitero di Santa Prassede. Cambiò successivamente il titolo cardinalizio con quello di cardinale vescovo di Sabina.
Fu il primo cardinale al quale fu inviata la berretta, mentre in precedenza era tradizione che questa fosse consegnata ai neo-cardinali direttamente dal papa. Nel 1338 divenne cardinale protopresbitero.
Morì in Avignone nel 1345 e la sua salma fu tumulata nel convento di Santa Prassede, da lui stesso fondato.
Lasciò scritte varie opere, delle quali ce ne è pervenuta solo una: Libro del consejo y de los consejeros (Libro del consiglio e dei consiglieri).
Storicamente è stato confuso con altri ecclesiastici omonimi o di nome simile: alcuni autori lo indicano erroneamente come vescovo di Sigüenza,
Coimbra, Lisbona,
o Siviglia, confondendolo con Pedro Gómez Álvarez de Albornoz (1322-1374), che alcuni citano come suo nipote, o con l'arcivescovo Pedro Gómez Barroso (1331-1390), arcivescovo di Siviglia. Altri sostengono che sia deceduto nel 1348.

## Conclavi
Nel corso del suo periodo di cardinalato Pedro Gómez Barroso partecipò ai seguenti conclavi:
- Conclave del 1334, che elesse papa Benedetto XII
- Conclave del 1342, che elesse papa Clemente VI

## Successione apostolica
La successione apostolica è:
- Vescovo Alan de Saint Edmund (1341)
- Vescovo Giovanni de Glandis (1341)
- Vescovo Alexandre (1342)
- Arcivescovo Giovanni Zaulini (1342)
- Arcivescovo Dietrich Kagelwit, O. Cist. (1346)